# Comunidad de Villa y Tierra de Madrid
La Comunidad de Villa y Tierra de Madrid fue el término geográfico, político y jurídico usado para referirse al concejo de la villa de Madrid y unas cien aldeas de sus alrededores. Fue uno de los territorios en los que se organizó la Extremadura castellana tras la conquista castellana en el siglo XI.

## Historia
En el año 1085 con la expulsión del islam, se establece una nueva organización territorial, política y social. Madrid casi en su totalidad (como lo conocemos hoy) se integraba dentro de la llamada Extremadura castellana con la villa de Madrid y unas 100 aldeas aproximadamente. La Comunidad de Villa y Tierra de Madrid replica el modelo de concejo abierto de los pueblos del norte peninsular donde se convivía y se decidía en asamblea la gestión de los recursos y se dictaba el derecho de la comunidad, lo que se califica como derecho consuetudinario. El vecindario, tanto hombres como mujeres, ejercían la soberanía, aprobaban leyes según la costumbre, redactaban instrumentos jurídicos, designaban los oficios y magistraturas concejiles anuales, controlaban las cuentas, imponían sanciones, acordaban el manejo de la economía comunal, fijaban los tributos y prestaciones. En el concejo abierto se designaba al adalid y se podía, llegado el caso, declarar la guerra o firmar la paz. Se enviaban portavoces a la corte de Castilla y se regulaban las relaciones con la corona y los territorios próximos.
En los archivos de la Villa está registrado que en 1436 se sustituye el concejo abierto de la totalidad del vecindario de Madrid por el concejo cerrado de notables designados directamente por el rey. El poder real se había ido apropiando de los bienes y propiedades comunales que culmina en toda la península con las desamortizaciones en el siglo XIX.